# Romeoville
Romeoville – wieś w Stanach Zjednoczonych, w stanie Illinois, w hrabstwie Will. niedaleko Chicago. W 2000 roku liczba mieszkańców wynosiła 21 153, a w 2006 – 36 837. Powierzchnia jest równa 38,6 km²